# Ischiocentra diringshofeni
Ischiocentra diringshofeni är en skalbaggsart som beskrevs av Lane 1956. Ischiocentra diringshofeni ingår i släktet Ischiocentra och familjen långhorningar. Inga underarter finns listade i Catalogue of Life.